# Hannah New
Hannah New (Londra, 13 maggio 1984) è una modella e attrice inglese.

## Biografia
Hannah ha insistito a 4 anni per frequentare la scuola di balletto. In seguito ha girato la sua attenzione alla recitazione e si è unita alla National Youth Theatre in Gran Bretagna. Il suo interesse per le altre culture l'ha portata a viaggiare in tutto il mondo, tra cui la Bolivia dove ha fatto volontariato nelle case dei bambini. Al suo ritorno in Inghilterra, ha frequentato l'Università di Leeds, dove si è specializzata in inglese, spagnolo e in produzioni teatrali. Hannah si è laureata con lode e si è prontamente trasferita in Spagna per padroneggiare ulteriormente la lingua ed ha anche studiato la tecnica Meisner. Hannah è stata scoperta dalla View Management, un'agenzia di top model spagnole, e ha deciso di accettare il lavoro per sostenersi durante gli studi a Barcellona e Madrid. Hannah ha frequentato la Royal Central School of Speech and Drama di Londra, e nel dicembre del 2011 si è diplomata con lode con un master in recitazione.
Dopo la laurea ha ottenuto il suo primo ruolo americano come una dei protagonisti di Shelter, un film TV della CW e Warner Bros. che è stato prodotto da J. J. Abrams. 
È stata poi nel cast del film Maleficent, interpretato da Angelina Jolie. Hannah interpreta la regina Leila, la madre della giovane Principessa Aurora, la bella addormentata nel bosco, il film è uscito a marzo 2014. 
È la protagonista della serie televisiva drammatica Black Sails. La prima stagione è composta da otto episodi ed è andata in onda dal 25 gennaio del 2014 sul canale Starz, prodotta da Michael Bay, Jonathan E. Steinberg e Robert Levine. Hannah interpreta Eleanor Guthrie.

## Filmografia

### Cinema
- Fuga de cerebros 2, regia di Carlos Therón (2011)
- Maleficent, regia di Robert Stromberg (2014)
- Ai confini del mondo - La vera storia di James Brooke (Edge of the World), regia di Michael Haussman (2021)
- Summit Fever,regia di Julian Gilbey(2022)
- Trauma Therapy: Psychosis,regia di Gary Barth (2023)

### Televisione
- La Riera – serie TV, episodio 1x91 (2010)
- El club del chiste – serie TV, episodio 1x84 (2010)
- El Barco – serie TV, episodio 3x03 (2012)
- Shelter, regia di Liz Friedlander – film TV (2012)
- Il tempo del coraggio e dell'amore (El tiempo entre costuras) – serie TV, 6 episodi (2013-2014)
- Black Sails – serie TV, 36 episodi (2014-2017)
- Under the Bed, regia di Daniel Myrick – film TV (2017)
- The Strain – serie TV, episodi 4x05-4x06 (2017)
- Trust – serie TV, 7 episodi (2018)
- Bridgerton – serie TV, 4 episodi (2024 - in corso)

## Doppiatrici italiane
Nelle versioni in italiano delle opere in cui ha recitato, Hannah New è stata doppiata da:
- Valentina Mari in Il tempo del coraggio e dell'amore
- Domitilla D'Amico in Black Sails
- Francesca Rinaldi in Maleficent
- Valentina Favazza in The Strain
- Beatrice Caggiula in Ai confini del mondo - La vera storia di James Brooke